# Lova Gud min själ
Lova Gud min själ, eller med den fullständiga titeln Lova Gud min själ i alla stund, är en svensk psalm och bygger på Psaltaren 103.

## Publicerad i
- 1572 års psalmbok med titeln LOffua Gudh mijn siel i alla stund under rubriken "Någhra Davidz Psalmer".[2]

- Göteborgspsalmboken under rubriken "Om Gudz Barmhertigheet".[3]
- Den svenska psalmboken 1694 som nummer 100 under rubriken "Konung Davids Psalmer".
- 1695 års psalmbok som nummer 87 under rubriken "Konung Davids Psalmer".[1]